# ベルギー・ファースト・ディビジョンA
ベルギー・ファースト・ディビジョンA（蘭: Eerste klasse A；仏: Championnat de Belgique de football；独: Division 1A）は、ベルギーにおけるプロサッカーの最上位リーグ。スポンサーシップによりジュピラー・プロ・リーグ（Jupiler Pro League、オランダ語発音: [ˈʒypilɛr ˈproː ˈlik]）およびプロ・リーグ（Pro League）として知られている。

## 歴史

### 1890年代 - 1930年代
ベルギーのサッカーにおいて最初のリーグ戦は1895-96に7チームによる総当り戦トーナメントとして実施された。7チームはアントワープFC、FCブルジョワ、FCリエジョワ、RCブリュッセル、レオポール・クリュブ、SCブリュッセル、ユニオンFCディクセルである。最初のベルギーチャンピオンに輝いたのはFCリエジョワだった。ベルギーサッカーにおける最初の8タイトルはFCリエジョワとRCブリュッセルによって独占された。当時は昇格・降格システムは存在しなかったが、下位の2クラブ（FCブルジョワとユニオンFCディクセル）は脱退し、新たにアスレティック・アンド・ラニング・クラブ・ドゥ・ブリュッセルが加わった。
1896-97終了後にSCブリュッセルが脱退したことにより、1897-98はわずか5クラブによって行われた。1898-99および1899-1900シーズン、サッカー協会はトップレベルの2つのリーグと2レグ制の決勝戦からなる新フォーマットを導入した。1900-01に一旦、9クラブによる1リーグ制に戻った後、1901-02から1903-04シーズンまで再び2リーグ制が用いられ、今度は両リーグの上位2チームずつが決勝ラウンドに進んだ。1904-05シーズンは11チームによる1リーグ制で実施された。アスレティック・アンド・ラニング・クラブ・ドゥ・ブリュッセルはこのシーズンで脱退し、1906シーズン以降、セカンドディヴィジョンの優勝チームとファーストディヴィジョンの最下位チームが入れ替わる昇格・降格システムが導入された。
1899-1900から1902-03シーズンまでRC・ド・ブリュッセルが4連覇した直後、1906-07シーズンまでユニオン・サン＝ジロワーズが4連覇した。つづく3シーズンも両クラブが優勝したが、1910-11シーズンにCSブルジョワがライバルのFCブルジョワを1ポイント上回って初優勝した。1907-08シーズン終了後、ファーストディヴィジョンのチーム数が10から12へと増やされた。プロモシオンに優勝したRCガンと準優勝のエクセルシオーSCブリュッセルが昇格し、ファーストディヴィジョンからの降格はなかった。第一次世界大戦が近付いたこの頃、デアリング・クラブ・ドゥ・ブリュッセル・ソシエテ・ロワイヤルがチャレンジャーの地位を確立し、1911-12・1913-14シーズンに優勝した。この時期はユニオン・サン＝ジロワーズのみが彼らと渡り合うことができ、1912-13シーズンに得失点差により優勝した。
第一次世界大戦の間は中止されていた。1919-20シーズンに再開され、過去に5回準優勝（内2回は決勝戦、1回はプレーオフで敗退）の経験があるFCブルジョワが初優勝した。1920-21シーズン終了後、チーム数が12から14に増やされ、ファーストディヴィジョンでは最下位のロワイヤル・イクル・スポールのみが降格し、プロモシオンから上位3チームが昇格した（スタンダール・クリュブ・リエジョワ、FCマリノワ、RSCアンデルレヒト）。1921-22から1931-32シーズンまでの10年間のタイトルはアントウェルペン州のクラブによって独占された。
レイモン・ブレーヌがいたベールスホトACはクラブにとって最初の5タイトルを、ロイヤル・アントワープは最初の2タイトルを、そしてストライカーのベルナルト・フォールホーフに率いられた小クラブのリールセSKは1931-32シーズンに初めての優勝を果たした。この時期のチャレンジャーたちには、CSブルジョワ（この時期に2回優勝）、デアリング・クラブ・ドゥ・ブリュッセル・ソシエテ・ロワイヤル、ユニオン・サン＝ジロワーズ（1回優勝）、スタンダール・クリュブ・リエジョワがいた。1932年12月25日より3シーズンにわたるユニオン・サン＝ジロワーズによる60試合無敗記録が始まり、1932-33・1933-34・1934-35シーズンのタイトルを獲得した。当時のユニオンのライバルはデアリング・クラブ・ドゥ・ブリュッセル・ソシエテ・ロワイヤルであり、彼らは次の2シーズンのチャンピオンシップを獲得した。レイモン・ブレーヌが復帰したベールスホットは、第二次世界大戦前最後の2シーズンのタイトルを獲得した。

### 1940年代 - 1970年代
1940年5月10日にドイツ軍がベルギーに侵攻したことにより、1939-40および1940-41のシーズンは中止された。大会は1941年9月に再開され、リールセSKはクラブにとって2度目となるタイトルを獲得した。このシーズン終了後は降格するクラブはなく、クラブ数が14から16に増やされた。1942-43シーズン、リールセSKは3人のキープレイヤーを失って（2人は爆撃、もう1人はピッチ上で負った重傷により）3位に終わり、同クラブの近郊にあるKVメヘレンが歴史上初めてのチャンピオンになった。
リーグは1945-46シーズンに再開され、KVメヘレンがタイトルを獲得した。このシーズンはファーストディヴィジョンのクラブ数が16から19になり、3クラブがファーストディヴィジョンに昇格して、降格したチームはなかった。得点王賞もこのシーズンから導入され、KVメヘレンのアルベルト・デ・クラインが受賞した。2シーズン後、5クラブが降格して、2クラブが昇格した。1946-47、主軸ストライカーのヨセフュス・メルマンスを擁するRSCアンデルレヒトワが初めての優勝を果たした。同クラブはベルギーサッカー界を席巻し、その後9シーズンの間に6度タイトルを獲得した。残りのタイトルはKVメヘレン (1947-48シーズン) 、FCリエジョワ (1951-52・1952-53シーズン) が獲得した。1954年、ファーストディヴィジョンで前暦年において最も優れた選手に贈られるベルギー・ゴールデン・シューが始まった。
1950年代後半、スタンダールは1957-58シーズンに初めてトロフィーを掲げると、彼らは1982-83シーズンまでに8タイトルを重ね、やがてリーグ内でアンデルレヒトの最大のライバルとなっていった。1950年代後半のほかのタイトルはロイヤル・アントワープとアンデルレヒトが獲得した。1960年代にはポール・ヴァン・ヒムストのアンデルレヒトが6回（1963-64から1967-68シーズンにかけてベルギー記録となっている5連覇を含む）、スタンダールが3回、リールセが1回優勝した。スタンダールはキープレイヤーのヴィルフリト・ファン・ムルとともに1968-69シーズンから3連覇した。1974-75シーズンは20ものクラブが参加したリーグ史上唯一のシーズンだった。
ベルギーのクラブは1970年代からヨーロッパのカップ戦で良いパフォーマンスを見せ始めた。1975-76シーズンにはアンデルレヒトがカップウィナーズカップに優勝し、クリュプ・ブリュッヘKVはUEFAカップで準優勝した（決勝でリヴァプールFCに敗れる）。1976-77シーズンにはアンデルレヒトがカップウィナーズカップで準優勝し（決勝でハンブルガーSVに敗れる）、1977-78シーズンにはアンデルレヒトがカップウィナーズカップで2度目の優勝、クリュプ・ブリュッヘKVがチャンピオンズカップで準優勝した（決勝でリヴァプールFCに敗れる）。1970年代のベルギー・ファーストディヴィジョンでは、クリュプ・ブリュッヘKVが4回、アンデルレヒトが2回、ヨハンネス・ボスカンプを擁するRWDモレンベーク（デアリング・クラブ・ドゥ・ブリュッセル・ソシエテ・ロワイヤルの後身）、ゴールキーパーのジャン＝マリー・プファフを擁するKSKベフェレンがそれぞれ1回優勝した。

### 1980年代 - 2020年代
1980年代、ベルギーのクラブは引き続きヨーロッパで成功を収め、1981-82シーズンでスタンダールはカップウィナーズカップで準優勝し（決勝でFCバルセロナに敗北）、1982-83シーズンでアンデルレヒトはUEFAカップに優勝した後、翌1983-84シーズンのUEFAカップ準優勝（決勝でトッテナム・ホットスパーFCに敗北）、1987-88シーズンでKVメヘレンがカップウィナーズカップで優勝した。国内リーグにおいてはアンデルレヒトが1986-87シーズンに20回目のタイトルを獲得した。これは最初のタイトル獲得から40年目でもあった。クリュプ・ブリュッヘKVとスタンダールは1980年代にそれぞれ2つ、KSKベフェレンとKVメヘレンはそれぞれ1つのタイトルを獲得した。
1990年代、ヨーロッパの大会でのベルギーチームのパフォーマンスは下降し、1989-90シーズンにアンデルレヒト、1992-93シーズンにロイヤル・アントワープがカップウィナーズカップの決勝に進出したのみだった。国内リーグではRSCアンデルレヒトとクリュプ・ブリュッヘKVが10年間にそれぞれ4つのタイトルを獲得し、そのほかの2シーズンはリールセSKとニューカマーのKRCヘンクがタイトルを獲得した。
2000年代はアンデルレヒトが2000-01シーズンのチャンピオンズリーグで2次グループステージに到達するという輝かしいスタートを切ったが、その後10年間はヨーロッパの大会ではベルギーのクラブはさしたる成功を収められなかった。リーグでは10年間にアンデルレヒトが5回、クリュプ・ブリュッヘKVが2回優勝、KRCヘンクが2度目となる優勝を果たした。10年期の終わりにスタンダール・リエージュが2連覇し、1982-83シーズン以来25年ぶりのタイトルを獲得した。2009-10シーズンにリーグは再構築され、レギュラーシーズンの後にプレーオフ・ラウンドが設けられた。アンデルレヒトは新形式のリーグを制して30回目のタイトルを獲得した。

## 大会形式
- レギュラーシーズンは16クラブによる2回総当り・ホーム・アンド・アウェー方式の全30試合が行われ、レギュラーシーズン終了後、1位から6位までのクラブはチャンピオンズ・プレーオフ、7位から12位までのクラブはヨーロッパ・プレーオフ、13位から16位までのクラブは降格プレーオフに進出する[7]。レギュラーシーズンで1位のクラブは欧州カップ戦の出場権を獲得する。得られる出場権は、ベルギーカップ勝者（UEFAヨーロッパリーグ出場権保持者）がチャンピオンズ・プレーオフで2位以内であった場合、UEFAヨーロッパリーグ出場権、その他の場合は重要度順で上から4番目の出場権となる。ただし、この規則はレギュラーシーズンで1位のクラブが、チャンピオンズ・プレーオフでより良い出場権を得た場合には適用されない。
- チャンピオンズ・プレーオフ (1位から6位) では、最初にリーグ戦で獲得した勝ち点を半分（端数切り上げ、最終的に勝ち点が並んだ場合は切り上げた分を差し引いて計算。）にした後、ホーム＆アウェーの総当たり戦を行う。プレーオフ終了後、1位のクラブが優勝となる。また、プレーオフの優勝クラブにはUEFAチャンピオンズリーグのリーグフェーズ、準優勝クラブにはUEFAチャンピオンズリーグの国内リーグ上位チーム3次予選、3位クラブにはUEFAヨーロッパリーグの2次予選の出場権が与えられる。4位クラブはヨーロッパ・プレーオフの勝者とホームで対戦し、勝者がUEFAカンファレンスリーグ2次予選の出場権を獲得する[7]。なお、ベルギーカップ勝者が上位4位以内に入り欧州カップ戦の出場権を得た場合、より上位の大会への出場権を優先して獲得し、残された出場権は順位に応じて下位のクラブに繰り下げられるため、チャンピオンズ・プレーオフ5位のクラブがヨーロッパ・プレーオフの勝者と対戦する。
- ヨーロッパ・プレーオフ（7位から12位）では、チャンピオンズ・プレーオフと同様に勝ち点を半分にした後、ホーム＆アウェーの総当たり戦を行う。プレーオフの終了後、ヨーロッパ・プレーオフの勝者はチャンピオンズ・プレーオフの4位クラブとアウェイで対戦し、勝者がUEFAカンファレンスリーグ2次予選の出場権を獲得する[7]。なお、ベルギーカップの勝者がヨーロッパ・プレーオフの勝者となった場合、チャンピオンズ・プレーオフ4位のクラブがUEFAカンファレンスリーグ2次予選の出場権を自動的に獲得する。
- 降格プレーオフ（13位から16位）では他のプレーオフと異なり、レギュラーシーズンの勝ち点をそのまま引き継いで、ホーム＆アウェーの総当たり戦を行う。降格プレーオフ終了後、13位、14位、15位のクラブは自動残留。16位のクラブは残留をかけてチャレンジャー・プロ・リーグ（2部）の昇格プレーオフ勝者とホーム＆アウェー方式で対戦する[7][8]。（25-26シーズンは18チーム制への移行期であるため、自動降格枠は設けられていない。）
- 外国人枠やEU外選手枠など国籍による規制はない。全ての公式戦で、試合のメンバーに6人以上のベルギー国内で育成された選手（国籍は問わず）が登録されていなくてはならない。

## リーグ名の変遷
- 1895年 - 1904年：クープ・デュ・シャンピオナ (Coupe du Championnat) 、ベーカー・ファン・ヘット・カンピューンスハップ (Beker van het Kampioenschap)
- 1904年 - 1926年：プルミエール・ディヴィジョン (Première Division) 、エールステ・アフデーリング (Eerste Afdeling)
- 1926年 - 1952年：ディヴィジョン・ドヌール (Division d'Honneur) 、エールディヴィジ (Eredivisie)
- 1952年 - 1993年：プルミエール・ディヴィジョン (Première Division) 、エールステ・アフデーリング (Eerste Afdeling)
- 1993年 - 2008年：ジュピラー・リーグ (Jupiler League)
- 2008年 - 現在：ジュピラー・プロ・リーグ[9] (Jupiler Pro League)

## リーグ再編構想
2021年3月16日、ベルギープロリーグは総会でリーグ戦の将来について検討を行い、ジュピラー・プロ・リーグとエールディヴィジを統合して「BeNeLiga(ベネリーガ)」の創設に向けて全会一致で合意したことを発表。ただし、2025年時点でこの構想に進展はない。過去には女子サッカーにおいて、2011年にBeNeスーパーカップが開催され、2012-13シーズンからは後継となるBeNeリーグが発足したものの、2014-15シーズンを最後に終了している。

## 所属クラブ
2024-25シーズン
| クラブ                                 | ホームタウン       | ホームスタジアム                                   | 収容人数 | 前年度順位                              |
| -------------------------------------- | ------------------ | -------------------------------------------------- | -------- | --------------------------------------- |
| RSCアンデルレヒト                      | アンデルレヒト     | ロット・パーク                                     | 21,500   | 3位                                     |
| ロイヤル・アントワープFC               | アントワープ       | ボサイルスタディオン                               | 12,975   | 6位                                     |
| KベールスホットVA                      | アントウェルペン   | オリンピスフ・スタディオン                         | 12,771   | ベルギー・ファースト・ディビジョンB 1位 |
| サークル・ブルッヘ                     | ブルッヘ           | ヤン・ブレイデルスタディオン                       | 29,042   | 4位                                     |
| シャルルロワSC                         | シャルルロワ       | スタッド・デュ・ペイ・ドゥ・シャルルロワ           | 14,000   | 13位                                    |
| クラブ・ブルッヘ                       | ブルッヘ           | ヤン・ブレイデルスタディオン                       | 29,042   | 1位                                     |
| FCVデンデルEH                          | デンデルレーウ     | フローラン・ベークマンスタディオン                 | 7,569    | ベルギー・ファースト・ディビジョンB 2位 |
| KRCヘンク                              | ヘンク             | ルミナス・アレナ                                   | 24,956   | 5位                                     |
| KAAヘント                              | ヘント             | ゲラムコ・アレナ                                   | 20,000   | 7位                                     |
| KVコルトレイク                         | コルトレイク       | グルデンスポーレン・スタディオン                   | 9,399    | 14位                                    |
| KVメヘレン                             | メヘレン           | AFASスタディオン                                   | 16,700   | 8位                                     |
| OHルーヴェン                           | ルーヴェン         | キングパワー・アット・デン・ドレーフ・スタディオン | 10,000   | 10位                                    |
| ロワイヤル・ユニオン・サン＝ジロワーズ | サン＝ジル         | スタッド・ジョゼフ・マリアン                       | 5,500    | 2位                                     |
| シント＝トロイデンVV                   | シント＝トロイデン | スタイエン                                         | 14,600   | 9位                                     |
| スタンダール・リエージュ               | リエージュ         | スタッド・モーリス・デュフラン                     | 30,023   | 12位                                    |
| KVCウェステルロー                      | ウェステルロー     | ヘット・カイピー                                   | 8,035    | 11位                                    |

## 歴代優勝クラブ
| - 1895-96 FCリエジョワ - 1896-97 RCブリュッセル - 1897-98 FCリエジョワ - 1898-99 FCリエジョワ - 1899-00 RRCブリュッセル - 1900-01 RRCブリュッセル - 1901-02 RRCブリュッセル - 1902-03 RRCブリュッセル - 1903-04 ユニオン・サン＝ジロワーズ - 1904-05 ユニオン・サン＝ジロワーズ - 1905-06 ユニオン・サン＝ジロワーズ - 1906-07 ユニオン・サン＝ジロワーズ - 1907-08 RRCブリュッセル - 1908-09 ユニオン・サン＝ジロワーズ - 1909-10 ユニオン・サン＝ジロワーズ - 1910-11 セルクレ・ブリュッヘ - 1911-12 デアリング・クラブ・ドゥ・ブリュッセル - 1912-13 ユニオン・サン＝ジロワーズ - 1913-14 デアリング・クラブ・ドゥ・ブリュッセル - 1914-15 未開催 - 1915-16 未開催 - 1916-17 未開催 - 1917-18 未開催 - 1918-19 未開催 | - 1919-20 クリュプ・ブリュッヘ - 1920-21 デアリング・クラブ・ドゥ・ブリュッセル・ソシエテ・ロワイヤル - 1921-22 ベールスホトAC - 1922-23 ユニオン・サン＝ジロワーズ - 1923-24 ベールスホトAC - 1924-25 ベールスホトAC - 1925-26 ベールスホトAC - 1926-27 セルクレ・ブリュッヘ - 1927-28 ベールスホトAC - 1928-29 ロイヤル・アントワープFC - 1929-30 セルクレ・ブリュッヘ - 1930-31 ロイヤル・アントワープFC - 1931-32 リールセSK - 1932-33 ユニオン・サン＝ジロワーズ - 1933-34 ユニオン・サン＝ジロワーズ - 1934-35 ユニオン・サン＝ジロワーズ - 1935-36 デアリング・クラブ・ドゥ・ブリュッセル・ソシエテ・ロワイヤル - 1936-37 デアリング・クラブ・ドゥ・ブリュッセル・ソシエテ・ロワイヤル - 1937-38 ベールスホトAC - 1938-39 ベールスホトAC - 1939-40 未開催 - 1940-41 未開催 - 1941-42 リールセSK - 1942-43 KVメヘレン | - 1943-44 ロイヤル・アントワープFC - 1944-45 未開催 - 1945-46 KVメヘレン - 1946-47 RSCアンデルレヒト - 1947-48 KVメヘレン - 1948-49 RSCアンデルレヒト - 1949-50 RSCアンデルレヒト - 1950-51 RSCアンデルレヒト - 1951-52 FCリエジョワ - 1952-53 FCリエジョワ - 1953-54 RSCアンデルレヒト - 1954-55 RSCアンデルレヒト - 1955-56 RSCアンデルレヒト - 1956-57 ロイヤル・アントワープFC - 1957-58 スタンダール・リエージュ - 1958-59 RSCアンデルレヒト - 1959-60 リールセSK - 1960-61 スタンダール・リエージュ - 1961-62 RSCアンデルレヒト - 1962-63 スタンダール・リエージュ - 1963-64 RSCアンデルレヒト - 1964-65 RSCアンデルレヒト |

| シーズン | 優勝                     | 準優勝                     | 3位                          |
| -------- | ------------------------ | -------------------------- | ---------------------------- |
| 1965-66  | RSCアンデルレヒト        | シント＝トロイデンVV       | スタンダール・リエージュ     |
| 1966-67  | RSCアンデルレヒト        | FCブルジョワ               | FCリエジョワ                 |
| 1967-68  | RSCアンデルレヒト        | FCブルジョワ               | スタンダール・リエージュ     |
| 1968-69  | スタンダール・リエージュ | シャルルロワSC             | リールセSK                   |
| 1969-70  | スタンダール・リエージュ | クリュプ・ブリュッヘ       | ARAラ・ガントワーズ          |
| 1970-71  | スタンダール・リエージュ | クリュプ・ブリュッヘ       | RSCアンデルレヒト            |
| 1971-72  | RSCアンデルレヒト        | クリュプ・ブリュッヘ       | スタンダール・リエージュ     |
| 1972-73  | クリュプ・ブリュッヘ     | スタンダール・リエージュ   | ラシン・ホワイト             |
| 1973-74  | RSCアンデルレヒト        | アントワープFC             | RWDモレンベーク              |
| 1974-75  | RWDモレンベーク          | アントワープFC             | RSCアンデルレヒト            |
| 1975-76  | クリュプ・ブリュッヘ     | RSCアンデルレヒト          | RWDモレンベーク              |
| 1976-77  | クリュプ・ブリュッヘ     | RSCアンデルレヒト          | スタンダール・リエージュ     |
| 1977-78  | クリュプ・ブリュッヘ     | RSCアンデルレヒト          | スタンダール・リエージュ     |
| 1978-79  | KSKベフェレン            | RSCアンデルレヒト          | スタンダール・リエージュ     |
| 1979-80  | クリュプ・ブリュッヘ     | スタンダール・リエージュ   | RWDモレンベーク              |
| 1980-81  | RSCアンデルレヒト        | スポルティング・ロケレン   | スタンダール・リエージュ     |
| 1981-82  | スタンダール・リエージュ | RSCアンデルレヒト          | KAAヘント                    |
| 1982-83  | スタンダール・リエージュ | RSCアンデルレヒト          | アントワープFC               |
| 1983-84  | KSKベフェレン            | RSCアンデルレヒト          | クリュプ・ブリュッヘ         |
| 1984-85  | RSCアンデルレヒト        | クリュプ・ブリュッヘ       | FCリエジョワ                 |
| 1985-86  | RSCアンデルレヒト        | クリュプ・ブリュッヘ       | スタンダール・リエージュ     |
| 1986-87  | RSCアンデルレヒト        | KVメヘレン                 | クリュプ・ブリュッヘ         |
| 1987-88  | クリュプ・ブリュッヘ     | KVメヘレン                 | アントワープFC               |
| 1988-89  | KVメヘレン               | RSCアンデルレヒト          | FCリエジョワ                 |
| 1989-90  | クリュプ・ブリュッヘ     | RSCアンデルレヒト          | KVメヘレン                   |
| 1990-91  | RSCアンデルレヒト        | KVメヘレン                 | KAAヘント                    |
| 1991-92  | クリュプ・ブリュッヘ     | RSCアンデルレヒト          | スタンダール・リエージュ     |
| 1992-93  | RSCアンデルレヒト        | スタンダール・リエージュ   | KVメヘレン                   |
| 1993-94  | RSCアンデルレヒト        | クリュプ・ブリュッヘ       | RFCスラン                    |
| 1994-95  | RSCアンデルレヒト        | スタンダール・リエージュ   | クリュプ・ブリュッヘ         |
| 1995-96  | クリュプ・ブリュッヘ     | RSCアンデルレヒト          | ジェルミナル・エケレン       |
| 1996-97  | リールセSK               | クリュプ・ブリュッヘ       | エクセルシオール・ムスクロン |
| 1997-98  | クリュプ・ブリュッヘ     | KRCヘンク                  | ジェルミナル・エケレン       |
| 1998-99  | KRCヘンク                | クリュプ・ブリュッヘ       | RSCアンデルレヒト            |
| 1999-00  | RSCアンデルレヒト        | クリュプ・ブリュッヘ       | KAAヘント                    |
| 2000-01  | RSCアンデルレヒト        | クリュプ・ブリュッヘ       | スタンダール・リエージュ     |
| 2001-02  | KRCヘンク                | クリュプ・ブリュッヘ       | RSCアンデルレヒト            |
| 2002-03  | クリュプ・ブリュッヘ     | RSCアンデルレヒト          | スポルティング・ロケレン     |
| 2003-04  | RSCアンデルレヒト        | クリュプ・ブリュッヘ       | スタンダール・リエージュ     |
| 2004-05  | クリュプ・ブリュッヘ     | RSCアンデルレヒト          | KRCヘンク                    |
| 2005-06  | RSCアンデルレヒト        | スタンダール・リエージュ   | クリュプ・ブリュッヘ         |
| 2006-07  | RSCアンデルレヒト        | KRCヘンク                  | スタンダール・リエージュ     |
| 2007-08  | スタンダール・リエージュ | RSCアンデルレヒト          | クリュプ・ブリュッヘ         |
| 2008-09  | スタンダール・リエージュ | RSCアンデルレヒト          | クリュプ・ブリュッヘ         |
| 2009-10  | RSCアンデルレヒト        | KAAヘント                  | クリュプ・ブリュッヘ         |
| 2010-11  | KRCヘンク                | スタンダール・リエージュ   | RSCアンデルレヒト            |
| 2011-12  | RSCアンデルレヒト        | クリュプ・ブリュッヘ       | KRCヘンク                    |
| 2012-13  | RSCアンデルレヒト        | SVズルテ・ワレヘム         | クリュプ・ブリュッヘ         |
| 2013-14  | RSCアンデルレヒト        | スタンダール・リエージュ   | クリュプ・ブリュッヘ         |
| 2014-15  | KAAヘント                | クリュプ・ブリュッヘ       | RSCアンデルレヒト            |
| 2015-16  | クリュプ・ブリュッヘ     | RSCアンデルレヒト          | KAAヘント                    |
| 2016-17  | RSCアンデルレヒト        | クリュプ・ブリュッヘ       | KAAヘント                    |
| 2017-18  | クリュプ・ブリュッヘ     | スタンダール・リエージュ   | RSCアンデルレヒト            |
| 2018-19  | KRCヘンク                | クラブ・ブルージュ         | スタンダール・リエージュ     |
| 2019-20  | クリュプ・ブリュッヘ     | KAAヘント                  | シャルルロワSC               |
| 2020-21  | クリュプ・ブリュッヘ     | KRCヘンク                  | ロイヤル・アントワープFC     |
| 2021-22  | クリュプ・ブリュッヘ     | ユニオン・サン＝ジロワーズ | RSCアンデルレヒト            |
| 2022-23  | ロイヤル・アントワープFC | KRCヘンク                  | ユニオン・サン＝ジロワーズ   |
| 2023-24  | クリュプ・ブリュッヘ     | ユニオン・サン＝ジロワーズ | RSCアンデルレヒト            |

## クラブ別優勝回数
| クラブ                                                                                               | 優勝 | 準優勝 | 優勝年度 |
| --- | ---- | ------ | --- |
| RSCアンデルレヒト                                                                                    | 34   | 21     | 1946-47, 1948-49, 1949-50, 1950-51, 1953-54, 1954-55, 1955-56, 1958-59, 1961-62, 1963-64, 1964-65, 1965-66, 1966-67, 1967-68, 1971-72, 1973-74, 1980-81, 1984-85, 1985-86, 1986-87, 1990-91, 1992-93, 1993-94, 1994-95, 1999-00, 2000-01, 2003-04, 2005-06, 2006-07, 2009-10, 2011-12, 2012-13, 2013-14, 2016-17 |
| クリュプ・ブリュッヘ                                                                                 | 19   | 23     | 1919-20, 1972-73, 1975-76, 1976-77, 1977-78, 1979-80, 1987-88, 1989-90, 1991-92, 1995-96, 1997-98, 2002-03, 2004-05, 2015-16, 2017-18, 2019-20, 2020-21, 2021-22, 2023-24 |
| ユニオン・サン＝ジロワーズ                                                                           | 11   | 10     | 1903-04, 1904-05, 1905-06, 1906-07, 1908-09, 1909-10, 1912-13, 1922-23, 1932-33, 1933-34, 1934-35 |
| スタンダール・リエージュ                                                                             | 10   | 13     | 1957-58, 1960-61, 1962-63, 1968-69, 1969-70, 1970-71, 1981-82, 1982-83, 2007-08, 2008-09 |
| ベールスホトAC                                                                                       | 7    | 7      | 1921-22, 1923-24, 1924-25, 1925-26, 1927-28, 1937-38, 1938-39 |
| RCブリュッセル                                                                                       | 6    | 4      | 1896-97, 1899-00, 1900-01, 1901-02, 1902-03, 1907-08 |
| ロイヤル・アントワープFC                                                                             | 5    | 11     | 1928-29, 1930-31, 1943-44, 1956-57, 2022-23 |
| デアリング・クラブ・ドゥ・ブリュッセル/ デアリング・クラブ・ドゥ・ブリュッセル・ソシエテ・ロワイヤル | 5    | 4      | 1911-12, 1913-14, 1920-21, 1935-36, 1936-37 |
| FCリエジョワ                                                                                         | 5    | 3      | 1895-96, 1897-98, 1898-99, 1951-52, 1952-53 |
| KVメヘレン                                                                                           | 4    | 5      | 1942-43, 1945-46, 1947-48, 1988-89 |
| KRCヘンク                                                                                            | 4    | 4      | 1998-99, 2001-02, 2010-11, 2018-19 |
| リールセSK                                                                                           | 4    | 2      | 1931-32, 1941-42, 1959-60, 1996-97 |
| セルクレ・ブリュッヘ                                                                                 | 3    | 0      | 1910-11, 1926-27, 1929-30 |
| KSKベフェレン                                                                                        | 2    | 0      | 1978-79, 1983-84 |
| KAAヘント                                                                                            | 1    | 3      | 2014-15 |
| RWDモレンベーク                                                                                      | 1    | 0      | 1974-75 |

### 都市別優勝回数
| 都市             | 回数 | クラブ |
| ---------------- | ---- | --- |
| ブリュッセル     | 57   | RSCアンデルレヒト (34), ユニオン・サン＝ジロワーズ (11), RCブリュッセル (6),デアリング・クラブ・ドゥ・ブリュッセル/デアリング・クラブ・ドゥ・ブリュッセル・ソシエテ・ロワイヤル (5),RWDモレンベーク (1) |
| ブリュッヘ       | 21   | クラブ・ブルッヘ (18), セルクレ・ブリュッヘ (3) |
| リエージュ       | 15   | スタンダール・リエージュ (10), FCリエジョワ (5) |
| アントウェルペン | 12   | ベールスホトAC (7), ロイヤル・アントワープFC (5) |
| リール           | 4    | リールセSK (4) |
| メヘレン         | 4    | KVメヘレン (4) |
| ヘンク           | 3    | KRCヘンク (3) |
| ベフェレン       | 2    | KSKベフェレン (2) |
| ヘント           | 1    | KAAヘント (1) |

## 統計

### 通算得点数
| 順位 | 名前                         | 得点数 |
| ---- | ---------------------------- | ------ |
| 1    | アルベール・ドゥ・クレン     | 377    |
| 2    | ジョゼフ・メルマンス         | 339    |
| 3    | ベルナルト・フォールホーフ   | 281    |
| 4    | アルトゥール・クールエールス | 280    |
| 5    | ヘンリ・コッペンス           | 258    |
| 6    | エルウィン・ヴァンデンベルグ | 252    |
| 7    | ポール・ヴァン・ヒムスト     | 237    |
| 8    | ヤン・クーレマンス           | 230    |
| 出典 |                              |        |

### 歴代得点王
| シーズン | 選手                             | 所属                         | 得点 |
| -------- | -------------------------------- | ---------------------------- | ---- |
| 1945-46  | アルベルト・デ・クライン         | マリノワ                     | 40   |
| 1946-47  | ヨセフュス・メルマンス           | アンデルレヒト               | 38   |
| 1947-48  | ヨセフュス・メルマンス           | アンデルレヒト               | 23   |
| 1948-49  | ルネ・ティリフェイ               | シャルルロワ                 | 26   |
| 1949-50  | ヨセフュス・メルマンス           | アンデルレヒト               | 37   |
| 1950-51  | アルベルト・デ・ヘルト           | Kベルヘム・スポルト          | 27   |
| 1951-52  | ヨゼフ・マンナエルツ             | KRCメヘレン                  | 25   |
| 1952-53  | リク・コッペンス                 | ベールスホトAC               | 35   |
| 1953-54  | ハイポリト・ファン・デン・ボス   | アンデルレヒト               | 29   |
| 1954-55  | リク・コッペンス                 | ベールスホトAC               | 35   |
| 1955-56  | ジャン・マトネ                   | スタンダール                 | 26   |
| 1956-57  | モーリス・ヴィレムス             | ヘント                       | 35   |
| 1957-58  | ヨセフ・フリエルス               | アントワープ ベールスホトAC  | 25   |
| 1958-59  | ヴィクトル・ウェグリア           | RFCリエージュ                | 26   |
| 1959-60  | ヴィクトル・ウェグリア           | RFCリエージュ                | 21   |
| 1960-61  | ヴィクトル・ウェグリア           | RFCリエージュ                | 23   |
| 1961-62  | ジャック・ストックマン           | アンデルレヒト               | 29   |
| 1962-63  | ヴィクトル・ウェグリア           | RFCリエージュ                | 24   |
| 1963-64  | ポール・ヴァン・ヒムスト         | アンデルレヒト               | 26   |
| 1964-65  | ジャン＝ポール・コロンヴァル     | ティユール                   | 25   |
| 1965-66  | ポール・ヴァン・ヒムスト         | アンデルレヒト               | 25   |
| 1966-67  | ヨハン・ミュルデル               | アンデルレヒト               | 20   |
| 1967-68  | ポール・ヴァン・ヒムスト         | アンデルレヒト               | 20   |
| 1967-68  | ロジェ・クラエッセン             | スタンダール・リエージュ     | 20   |
| 1968-69  | ナジー・アンタル                 | スタンダール・リエージュ     | 20   |
| 1969-70  | ローター・エメリッヒ             | ベールスホトAC               | 29   |
| 1970-71  | エルヴィン・コステデ             | スタンダール・リエージュ     | 26   |
| 1971-72  | ラウール・ランベール             | クリュプ・ブリュッヘ         | 17   |
| 1972-73  | ロビー・レンセンブリンク         | アンデルレヒト               | 16   |
| 1972-73  | アルフレート・リードル           | シント＝トロイデン           | 16   |
| 1973-74  | ラディンスキー・アッティラ       | アンデルレヒト               | 22   |
| 1974-75  | アルフレート・リードル           | アントワープ                 | 28   |
| 1975-76  | ハンス・ポンステュミュス         | リールセ                     | 26   |
| 1976-77  | フランソワ・ファ・デル・エルスト | アンデルレヒト               | 21   |
| 1977-78  | ハーラルト・ニッケル             | スタンダール・リエージュ     | 22   |
| 1978-79  | エルヴィン・アルベルト           | KSKベフェレン                | 28   |
| 1979-80  | エルウィン・ヴァンデンベルグ     | リールセ                     | 39   |
| 1980-81  | エルウィン・ヴァンデンベルグ     | リールセ                     | 24   |
| 1981-82  | エルウィン・ヴァンデンベルグ     | リールセ                     | 25   |
| 1982-83  | エルウィン・ヴァンデンベルグ     | アンデルレヒト               | 20   |
| 1983-84  | ニコ・クラエセン                 | セラン                       | 27   |
| 1984-85  | ロニ・マルテンス                 | ヘント                       | 23   |
| 1985-86  | エルウィン・ヴァンデンベルグ     | アンデルレヒト               | 27   |
| 1986-87  | アルノール・グズヨンセン         | アンデルレヒト               | 19   |
| 1987-88  | フランシス・セヴェラインス       | アントワープ                 | 24   |
| 1988-89  | エディー・クルンチェヴィチ       | アンデルレヒト               | 23   |
| 1989-90  | フランク・ファリーナ             | クラブ・ブルッヘ             | 24   |
| 1990-91  | エルウィン・ヴァンデンベルグ     | ヘント                       | 23   |
| 1991-92  | ヨシプ・ヴェベル                 | セルクレ・ブリュッヘ         | 26   |
| 1992-93  | ヨシプ・ヴェベル                 | セルクレ・ブリュッヘ         | 31   |
| 1993-94  | → ヨシプ・ヴェベル               | セルクレ・ブリュッヘ         | 31   |
| 1994-95  | アウレリオ・ヴィドマー           | スタンダール・リエージュ     | 22   |
| 1995-96  | マリオ・スタニッチ               | クラブ・ブルッヘ             | 20   |
| 1996-97  | ロベルト・シュペハル             | クラブ・ブルッヘ             | 26   |
| 1997-98  | ブランコ・ストルパル             | ヘンク                       | 22   |
| 1998-99  | ヤン・コレル                     | ロケレン                     | 24   |
| 1999-00  | オーレ・マティン・オースト       | ヘント                       | 30   |
| 1999-00  | トニ・ブローニョ                 | ウェステルロー               | 30   |
| 2000-01  | トマシュ・ラジンスキ             | アンデルレヒト               | 23   |
| 2001-02  | ヴェスレイ・ソンク               | ヘンク                       | 30   |
| 2002-03  | セドリック・ルセル               | モンス                       | 22   |
| 2002-03  | ヴェスレイ・ソンク               | ヘンク                       | 22   |
| 2003-04  | ルイージ・ピエローニ             | ムスクロン                   | 28   |
| 2004-05  | ネナド・イェストロヴィチ         | アンデルレヒト               | 18   |
| 2005-06  | トシン・ドスンム                 | ジェルミナル・ベールスホット | 18   |
| 2006-07  | フランソワ・ステルシェル         | ジェルミナル・ベールスホット | 21   |
| 2007-08  | ジョセフ・アクパラ               | シャルルロワ                 | 18   |
| 2008-09  | ハイメ・アルフォンソ・ルイス     | KVCウェステルロー            | 18   |
| 2009-10  | ロメル・ルカク                   | RSCアンデルレヒト            | 15   |
| 2010-11  | イヴァン・ペリシッチ             | クリュプ・ブリュッヘ         | 22   |
| 2011-12  | ジェレミー・ペルベ               | RAECモンス                   | 25   |
| 2012-13  | カルロス・バッカ                 | クリュプ・ブリュッヘ         | 25   |
| 2013-14  | ハムディ・ハルバウィ             | ロケレン                     | 22   |
| 2014-15  | アレクサンダル・ミトロヴィッチ   | アンデルレヒト               | 20   |
| 2015-16  | ジェレミー・ペルベ               | シャルルロワ                 | 20   |
| 2016-17  | ウカシュ・テオドルチュク         | アンデルレヒト               | 22   |
| 2017-18  | ハムディ・ハルバウィ             | SVズルテ・ワレヘム           | 22   |
| 2018-19  | ハムディ・ハルバウィ             | SVズルテ・ワレヘム           | 25   |
| 2019-20  | ディウメルシ・ムボカニ           | ロイヤル・アントワープFC     | 18   |
| 2019-20  | ジョナサン・デイヴィッド         | KAAヘント                    | 18   |
| 2020-21  | ポール・オヌアチュ               | ヘンク                       | 33   |
| 2021-22  | デニズ・ウンダフ                 | ユニオンSG                   | 26   |
| 2022-23  | ウーゴ・カイペルス               | KAAヘント                    | 24   |
| 2023-24  | ケヴィン・デンキー               | サークル・ブルッヘ           | 23   |

### 通算成績表
| 順位 | クラブ                               | シーズン | 試合数 | 勝利 | 引分 | 敗北 | 得点 | 失点 | 勝ち点 |
| ---- | ------------------------------------ | -------- | ------ | ---- | ---- | ---- | ---- | ---- | ------ |
| 1    | RSCアンデルレヒト                    | 83       | 2648   | 1518 | 556  | 574  | 5748 | 3028 | 5110   |
| 2    | スタンダール・リエージュ             | 95       | 2937   | 1382 | 689  | 866  | 5424 | 4146 | 4835   |
| 3    | クリュプ・ブリュッヘ                 | 92       | 2653   | 1365 | 558  | 730  | 5136 | 3493 | 4653   |
| 4    | ロイヤル・アントワープFC             | 96       | 2660   | 1124 | 605  | 931  | 4618 | 4064 | 3977   |
| 5    | KAAヘント                            | 91       | 2712   | 1032 | 656  | 1024 | 4320 | 4403 | 3752   |
| 6    | KベールスホットVAV                   | 83       | 2326   | 989  | 529  | 808  | 4250 | 3638 | 3496   |
| 7    | リールセSK                           | 74       | 2332   | 893  | 555  | 884  | 3692 | 3758 | 3234   |
| 8    | セルクレ・ブリュッヘ                 | 78       | 2213   | 774  | 527  | 912  | 3294 | 3601 | 2849   |
| 9    | KVメヘレン                           | 62       | 1924   | 720  | 496  | 708  | 3072 | 3030 | 2656   |
| 10   | RFCリエージュ                        | 67       | 1858   | 704  | 441  | 713  | 2833 | 2927 | 2553   |
| 11   | ロイヤル・ユニオン・サン＝ジロワーズ | 58       | 1525   | 731  | 305  | 489  | 3320 | 2372 | 2498   |
| 12   | シャルルロワSC                       | 49       | 1614   | 518  | 404  | 692  | 2083 | 2579 | 1958   |
| 13   | ダーリン・クラブ・ブリュッセル       | 48       | 1240   | 530  | 279  | 431  | 2338 | 1917 | 1869   |
| 14   | KSCロケレン                          | 37       | 1282   | 470  | 365  | 447  | 1837 | 1788 | 1775   |
| 15   | KSKベフェレン                        | 37       | 1237   | 410  | 332  | 495  | 1520 | 1691 | 1562   |
| 16   | ベルシェム・スポルト                 | 41       | 1220   | 394  | 315  | 511  | 1838 | 2253 | 1497   |
| 17   | シント＝トロイデンVV                 | 38       | 1230   | 383  | 333  | 514  | 1509 | 1853 | 1482   |
| 18   | ラシン・クラブ・ブリュッセル         | 40       | 907    | 395  | 178  | 334  | 1944 | 1625 | 1363   |
| 19   | KRCヘンク                            | 23       | 810    | 347  | 196  | 267  | 1298 | 1144 | 1237   |
| 20   | KSVワレヘム                          | 28       | 939    | 306  | 268  | 365  | 1188 | 1277 | 1186   |
| 21   | KRCメヘレン                          | 34       | 957    | 324  | 207  | 426  | 1574 | 1918 | 1179   |
| 22   | RWDモーレンベーク                    | 24       | 818    | 291  | 231  | 296  | 1084 | 1092 | 1104   |
| 23   | オリンピック・シャルルロワ           | 24       | 728    | 243  | 178  | 307  | 1126 | 1327 | 907    |
| 24   | KVコルトレイク                       | 22       | 766    | 222  | 225  | 319  | 906  | 1163 | 888    |
| 25   | KベリンゲンFC                        | 25       | 792    | 220  | 213  | 359  | 926  | 1337 | 873    |
| 26   | KVCウェステルロー                    | 15       | 514    | 183  | 126  | 205  | 728  | 771  | 675    |
| 27   | R. Tilleur FC                        | 21       | 620    | 167  | 143  | 310  | 870  | 1271 | 644    |
| 28   | エクセルシオール・ムスクロン         | 13       | 440    | 174  | 104  | 162  | 693  | 611  | 626    |
| 29   | K. Waterschei Thor Genk              | 15       | 482    | 163  | 130  | 189  | 674  | 780  | 619    |
| 30   | KベールスホットAC                    | 13       | 444    | 156  | 117  | 171  | 612  | 620  | 585    |
| 31   | エーンドラハト・アールスト           | 16       | 524    | 148  | 125  | 251  | 743  | 1048 | 569    |
| 32   | KFCジェルミナル・エケレン            | 10       | 340    | 132  | 85   | 123  | 528  | 480  | 481    |
| 33   | SVズルテ・ワレヘム                   | 9        | 326    | 123  | 93   | 110  | 459  | 447  | 462    |
| 34   | RCSヴェルヴィエ                      | 17       | 406    | 109  | 87   | 210  | 568  | 881  | 414    |
| 35   | Rホワイト・スターAC                  | 11       | 313    | 108  | 58   | 147  | 612  | 733  | 382    |
| 36   | FCヴィンタースラク                   | 9        | 310    | 93   | 93   | 124  | 342  | 507  | 372    |
| 37   | KMライラ                             | 12       | 342    | 94   | 79   | 169  | 592  | 851  | 361    |
| 38   | KFCロンメルSK                        | 9        | 306    | 93   | 75   | 138  | 390  | 507  | 354    |
| 39   | レオポルド・クラブ・ブリュッセル     | 19       | 304    | 92   | 52   | 160  | 514  | 762  | 328    |
| 40   | RFC Sérésien                         | 8        | 272    | 78   | 93   | 101  | 336  | 426  | 327    |
| 41   | RAECモンス                           | 9        | 309    | 83   | 73   | 153  | 367  | 480  | 322    |
| 42   | RAAルヴィエール                      | 9        | 306    | 75   | 96   | 135  | 337  | 498  | 321    |
| 43   | Rラシン・ホワイト                    | 8        | 240    | 77   | 83   | 80   | 299  | 299  | 314    |
| 44   | KFCディースト                        | 9        | 278    | 77   | 71   | 130  | 316  | 447  | 302    |
| 45   | K.ボームFC                           | 9        | 282    | 73   | 56   | 153  | 389  | 700  | 275    |
| 46   | KRCハレルベーク                      | 6        | 204    | 69   | 45   | 90   | 281  | 316  | 252    |
| 47   | CS La Forestoise                     | 5        | 158    | 47   | 32   | 79   | 267  | 413  | 173    |
| 48   | KVオーステンデ                       | 5        | 174    | 38   | 55   | 81   | 176  | 314  | 169    |
| 49   | KSVルーセラーレ                      | 5        | 164    | 41   | 43   | 80   | 192  | 286  | 166    |
| 50   | FCブリュッセル                       | 4        | 136    | 34   | 34   | 68   | 128  | 206  | 136    |
| 51   | ASオーステンデ                       | 4        | 138    | 29   | 38   | 71   | 165  | 280  | 125    |
| 52   | OHルーヴェン                         | 3        | 107    | 29   | 32   | 46   | 145  | 187  | 119    |
| 53   | Kシント＝ニクラースSKE               | 3        | 106    | 30   | 29   | 47   | 142  | 247  | 119    |
| 54   | クロッシング・クラブ・スカールベーク | 4        | 120    | 26   | 32   | 62   | 95   | 183  | 110    |
| 55   | RRCヘンク                            | 4        | 108    | 29   | 16   | 63   | 164  | 273  | 103    |
| 56   | エクセルシオールSCブリュッセル       | 5        | 110    | 28   | 19   | 63   | 159  | 289  | 103    |
| 57   | ラシン・ジェット・ブリュッセル       | 3        | 102    | 21   | 39   | 42   | 93   | 179  | 102    |
| 58   | ARCブリュッセル                      | 9        | 100    | 29   | 12   | 59   | 158  | 302  | 99     |
| 59   | KSKトンゲレン                        | 2        | 68     | 18   | 28   | 22   | 79   | 118  | 82     |
| 60   | イクル・スポルト                     | 4        | 100    | 20   | 16   | 64   | 127  | 247  | 76     |
| 61   | ワースラント＝ベフェレン             | 2        | 72     | 15   | 25   | 32   | 66   | 102  | 70     |
| 62   | FCVデンデルEH                        | 2        | 68     | 18   | 14   | 36   | 77   | 117  | 68     |
| 63   | SC Courtraisien                      | 5        | 102    | 16   | 18   | 68   | 122  | 369  | 66     |
| 64   | KVトゥルンハウト                     | 3        | 82     | 13   | 17   | 52   | 106  | 237  | 56     |
| 65   | K. Tubantia Borgerhout VK            | 2        | 52     | 15   | 10   | 27   | 86   | 138  | 55     |
| 66   | ベルギカFCエデゲム                   | 2        | 52     | 11   | 6    | 35   | 115  | 195  | 39     |
| 67   | ASオイペン                           | 1        | 34     | 7    | 9    | 18   | 37   | 58   | 30     |
| 68   | Kヒュースデン＝ゾルダーSK            | 1        | 34     | 7    | 7    | 20   | 36   | 68   | 28     |
| 69   | フェルブローデリンク・ヘール         | 1        | 34     | 8    | 4    | 22   | 35   | 79   | 28     |
| 70   | スキルFCブリュッセル                 | 3        | 36     | 8    | 3    | 25   | 49   | 74   | 27     |
| 71   | RRFC Montegnée                       | 1        | 26     | 8    | 3    | 15   | 51   | 90   | 27     |
| 72   | AFCテュビズ                          | 1        | 34     | 7    | 6    | 21   | 35   | 77   | 27     |
| 73   | Patro Eisden                         | 1        | 30     | 6    | 6    | 18   | 26   | 54   | 24     |
| 74   | RRCトゥルネー                        | 1        | 30     | 5    | 7    | 18   | 37   | 83   | 22     |
| 75   | ヴェルヴィエFC                       | 3        | 32     | 7    | 1    | 24   | 36   | 104  | 22     |
| 76   | RCティーネン                         | 1        | 26     | 5    | 4    | 17   | 31   | 62   | 19     |
| 77   | スポルティング・クラブ・ブリュッセル | 2        | 22     | 6    | 1    | 15   | 33   | 68   | 19     |
| 78   | スタッド・ルーヴェン                 | 1        | 30     | 4    | 7    | 19   | 46   | 85   | 19     |
| 79   | RUSトゥルネー                        | 1        | 30     | 3    | 6    | 21   | 25   | 101  | 15     |
| 80   | KSCハッセルト                        | 1        | 34     | 2    | 6    | 26   | 21   | 94   | 12     |
| 81   | オリンピア・クラブ・ブリュッセル     | 1        | 12     | 2    | 2    | 8    | 24   | 49   | 8      |
| 82   | Union FC d'Ixelles                   | 1        | 12     | 1    | 0    | 11   | 5    | 51   | 3      |

- 2012-13シーズンのKVコルトレイクは勝ち点3が剥奪

## 日本人選手
2000年、遠藤雅大がKVメヘレンに移籍し、ベルギーリーグでプレーした初の日本人選手となる。2002年、日韓ワールドカップで日本とベルギーが対戦し、その試合で得点を挙げた鈴木隆行がヘンクに期限付き移籍。ヘンクでは得点は挙げられなかったものの、2003年に期限付き移籍したヒュースデン＝ゾルダーで得点を挙げてベルギーリーグ初の日本人得点者となった。
2010年、当時・日本代表GKの川島永嗣がリールセSKへ移籍し、レギュラーとして活躍。2012年にはスタンダール・リエージュに移籍し、2013年には川島の他にも小野裕二と永井謙佑が同時期にリエージュに在籍した。2017年、日本のECサイトを運営するDMMグループがシント＝トロイデンVVの経営権を取得したことを発表。その影響もあり冨安健洋、遠藤航、鎌田大地など多くの日本人選手が所属。その後、冨安はイタリア、遠藤と鎌田はドイツに移籍するなど、シント＝トロイデンを経由してステップアップに成功している。
また、ベルギー紙『HNL』が主催しているシーズンMVPにあたるゴールデンシューに、2017年はワースラント＝ベフェレンに所属していた森岡亮太が、2021年にはKRCヘンクに所属していた伊東純也が第5位に選出されるなど、顕著な活躍を残している。なお、2022-23シーズンに鹿島アントラーズからサークル・ブルッヘに移籍してきた上田綺世は、それまで鈴木優磨の保持していた1シーズンにおける得点（17点）を超え、22得点と日本人最多記録を樹立している。